# 최동용
최동용(1950년 9월 2일 ~ 춘천)은 대한민국의 정치인이다. 제6회 전국동시지방선거에서 새누리당 후보로 춘천시장에 출마해 당선되었다. 민선 6기 강원도 춘천시장을 맡았다.

## 약력 및 학력
- 1950년 9월 2일 강원도 춘천 출생
- 1963년 춘천국민학교 졸업
- 1966년 춘천중학교 졸업
- 1969년 춘천고등학교 졸업
- 한국방송통신대학교 법학과(3년) 중퇴

## 경력
- 2005.09 ~ 2006.06 강원도 춘천시 부시장
- 2006.07 ~ 2006.12 강원도청 공보관
- 2007.01 ~ 2008.12 강원도청 자치행정국 국장
- 2008.12 ~ 2009.12 강원도 체육회 사무처장
- 2010 한나라당 정책위원회 정책자문위원
- 2010 한나라당 대외협력위원회 위원
- 강원도 인재육성재단 · 장애인체육회 이사
- 18대 대선 박근혜후보 국민소통본부 특보
- 19대 총선 김진태국회의원후보자 선거본부장
- 춘천고등학교 총동창회 부회장
- 강원미래발전21 춘천권역 대표
- 2014.07 ~ 2018.06 민선 6기 제35대 강원도 춘천시 시장(새누리당)

## 역대 선거 결과
|  | 12.88% |

|  | 58.03% |

|  | 38.63% |